# Большой Потёмкинский остров
Большой Потёмкинский остров — остров на Днепре возле Херсона. Находился на знаменитом торговом пути «из варяг в греки». Здесь неоднократно останавливались древнерусские суда. Согласно преданию на острове, вероятно, бывали киевские князья Вещий Олег, Игорь, св. Ольга, Святослав, св. Владимир. В XI—XIII вв. на берегу Пудового пролива существовал славянский город-порт Олешье, который был «морскими воротами» Киевской Руси. В мае 1223 близ Олешья князья Мстислав Удатный и Даниил Романович разгромили передовой монгольский отряд. Впоследствии город был разрушен монголами.